# .308 윈체스터

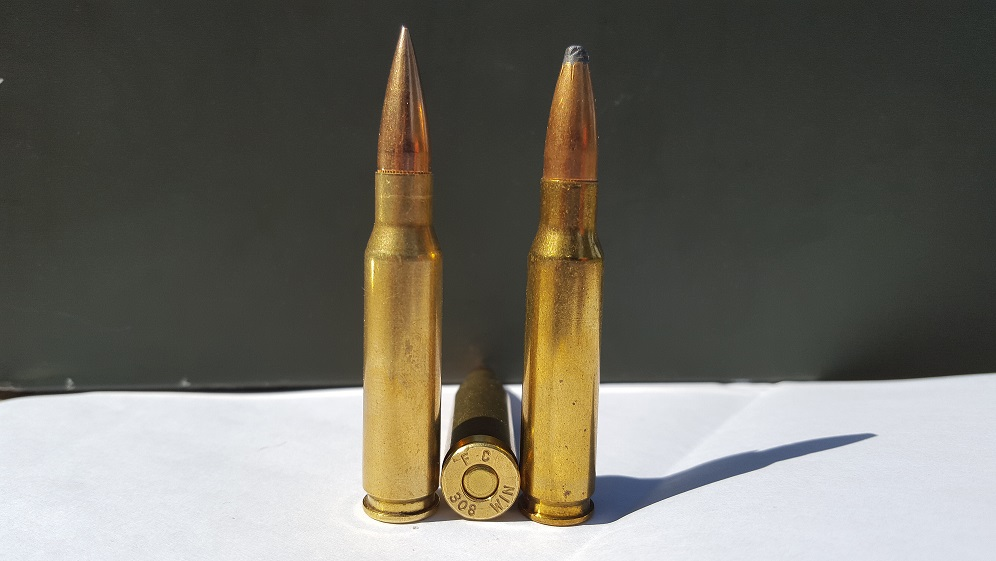

 .308 윈체스터(.308 Winchester)는 무연 화약을 사용하는 림리스 병목형 소총 탄약통으로, 전 세계적으로 사냥, 표적 사격, 경찰, 군사 및 개인 보호용으로 널리 사용된다. 7.62 × 51 mm NATO 탄약과 비슷하지만 동일하지는 않다.

## 역사
1940년대에 .300 새비지는 T65 시리즈 실험용 탄약 개발로 이어진 미군을 위한 실험의 기초가 되었다. 프랭크포드 병기창의 오리지널 실험용 탄피 디자인은 "T65"로 지정되었으며 .300 새비지 탄피와 비슷했지만 경사가 적었다. 실험용 탄피는 표준 .30-06 스프링필드 탄피로 만들어졌는데, 프랭크포드 병기창 탄피의 벽이 약간 더 두꺼웠기 때문에 표준 .300 새비지 탄피보다 용량이 약간 적었다. 이후 T65 개량형은 오리지널 T65 탄피보다 길어져 미군 .30-06 스프링필드 서비스 탄약과 거의 동일한 탄도 성능을 제공했다. 추진제 분야에서 40년 이상의 기술 발전 덕분에 훨씬 짧고 작은 탄피로도 비슷한 서비스 탄약 성능을 낼 수 있었다.
윈체스터는 후기 T65 시리즈 디자인의 민수용 모델 시장을 보고 1952년에 이를 출시했는데, 이는 NATO가 1954년에 "7.62 × 51 mm NATO"라는 명칭으로 T65E5 실험용 탄약 개량형을 채택하기 2년 전이었다. 윈체스터는 이 탄약을 ".308 윈체스터"라는 브랜드로 상업용 사냥 시장에 소개했다. 윈체스터의 모델 70, 모델 88, 모델 100 소총들은 이후 새로운 탄약을 사용하도록 총열을 확장했다. 이후 .308 윈체스터는 전 세계적으로 가장 인기 있는 쇼트 액션, 대형 사냥 탄약이 되었다. 또한 사냥, 표적 사격, 메탈릭 실루엣, 벤치 레스트 표적 사격, 팔마 사격, 금속 경기, 군용 저격, 경찰 특수 사격에도 일반적으로 사용된다. 비교적 짧은 탄피 덕분에 .308 윈체스터는 특히 쇼트 액션 소총에 잘 맞는다. 조직 내에서 팽창, 전도 또는 파편화되는 총알을 장전했을 때 이 탄약은 높은 종말 성능을 발휘할 수 있다.

## 탄약통 크기
.308 윈체스터는 3.64 mL (56 gr H2O)의 탄약통 용량을 가진다. 탄피의 외부 형상은 극한 조건에서도 볼트 액션 소총과 기관총 모두에서 탄피 공급 및 추출이 안정적으로 이루어지도록 설계되었다.
.308 윈체스터 최대 C.I.P. 탄약통 크기. 모든 치수는 밀리미터(mm) 및 인치.
미국에서는 어깨 각도를 알파/2 = 20도로 정의한다. 이 탄약통의 일반적인 강선 회전율은 305 mm (12 인치당 1회전), 4개의 강선, Ø 랜드 = 7.62 mm, Ø 강선 = 7.82 mm, 랜드 폭 = 4.47 mm이며 프라이머 유형은 대형 소총용이다.
254 mm (10 인치당 1회전)의 회전율도 일반적으로 적용된다.
공식 C.I.P. (Commission internationale permanente pour l'épreuve des armes à feu portatives) 규정에 따르면, .308 윈체스터는 최대 415.00 MPa (60,191 psi) Pmax 압전 압력을 견딜 수 있다. C.I.P. 규제 국가에서는 모든 소총-탄약 조합이 소비자 판매 인증을 위해 이 최대 C.I.P. 압력의 125%로 시험되어야 한다. 이는 C.I.P. 규제 국가에서 .308 윈체스터 탄이 장전된 총기가 현재(2008년) 519.00 MPa (75,275 psi) PE 압전 압력으로 시험된다는 것을 의미한다.
북미 SAAMI의 .308 윈체스터 최대 압력은 427.47 MPa (62,000 psi)이다.

## .308 윈체스터 대 7.62×51mm NATO
동일한 선행 실험 탄약 시리즈에서 유래했지만 1952년 상업용 .308 윈체스터와 1954년 군용 7.62×51mm NATO 탄창은 별도로 발전했으며 동일하지 않다. .308 윈체스터와 군용 7.62 × 51 mm NATO 탄약은 서로의 총기에 장전할 수 있을 만큼 충분히 비슷하지만, .308 윈체스터 탄약은 일반적으로 7.62×51mm NATO 서비스 탄약보다 높은 압력으로 장전된다. 스포츠 총기 및 탄약 제조업체 협회 (SAAMI)는 군용 7.62×51mm NATO 탄이 장전된 총기에 상업용 .308 윈체스터 탄을 발사하는 것을 위험하다고 보지 않지만, 장약량, 탄창 치수, 군용 탄피의 웹 부분과 상업용 탄피의 벽 두께를 기반으로 한 두 탄약 간의 호환 가능한 탄창과 압력에 대한 상당한 논의가 있다. 탄창이 다르기 때문에 두 탄창에 사용되는 헤드스페이스 게이지도 다르다.

## 사용 및 성능
.308 윈체스터는 미국에서 표준 사냥 탄약으로 간주된다. 이는 중대형 사냥감을 위한 탁월한 탄약으로 많은 국가에서 인기를 얻었다. 북미에서는 흰꼬리사슴, 가지뿔영양, 가끔 순록이나 흑곰에게만 권장된다고 흔히 생각하지만, 알래스카 야생동물 어류국은 갈색곰과 회색곰 사냥에 권장되는 구경 중 하나로 .308 윈체스터를 꼽는다. 더욱이 캐나다 북극 레인저스는 2014년 "북극곰 방어"를 위해 .308 윈체스터/7.62×51mm NATO 구경의 콜트 캐나다 C19를 선택했다. 이는 .308 윈체스터가 아메리카 대륙에 서식하는 모든 중대형 또는 위험한 사냥감을 잡는 데 적합하며 심지어 선호된다는 것을 보여준다.
미국 총기 작가인 클레이 하비는 .308 윈체스터가 무스나 엘크 사냥에 사용할 수 있다고 말했다. 스웨덴에서 사냥을 했던 미국인 레이네 심슨은 그곳의 많은 사냥꾼들이 이 탄약을 사용하는 것에 놀랐다고 말했다. 크레이그 보딩턴은 노마 프리시전의 한 임원으로부터 .308 윈체스터가 노마의 가장 많이 팔리는 구경 중 하나라는 말을 들었다.
아프리카에서 .308 윈체스터는 부시벨트 사냥꾼들 사이에서 가장 인기 있는 구경 중 하나이며, 다이커부터 거대한 일런드(각각 작고 큰 아프리카 영양)에 이르는 모든 사냥감에 사용된다. 정수압 충격 이론의 지지자들은 .308 윈체스터가 빠르게 팽창하는 총알이 높은 에너지 전달률을 제공할 때 살아있는 표적에 정수압 충격을 가할 수 있는 충분한 에너지를 가지고 있다고 주장한다.
과거에는 .308 윈체스터가 전통적으로 가장 인기 있는 탄약이었지만, 7mm-08 레밍턴, .260 레밍턴, 6.5 크리드모어와 같이 반동이 적고 사거리 에너지가 충분한 탄약의 개발은 메탈릭 실루엣 사격에서 더 흔해지고 있다.
팔마 사격은 7.62×51mm NATO/.308 윈체스터 구경의 볼트 액션 소총으로 경기용 155 그레인 탄환을 발사하고 1,000야드까지 미터식 조리개 철제 조준기를 사용하는 전구경 표적 사격의 한 변형이다.
F-클래스는 전구경 표적 소총의 한 변형으로, 광학 망원 조준경과 양각대 또는 가방과 같은 전후방 사격 거치대를 허용한다. 경기는 300~1,200미터(또는 야드) 거리에서 진행되며, 표적은 전통적인 팔마 사격에 사용되는 표적의 절반 크기이다. 장비에 따라 경쟁자는 오픈 클래스와 스탠다드 클래스 중 하나를 선택하여 경쟁할 수 있다:
F-TR ("타겟", 스탠다드 클래스): 스코프, 양각대, 배낭, 후방 가방 (전방 거치대 없음)을 허용하는 제한된 클래스로, 구경은 .223 레밍턴 또는 .308 윈체스터여야 한다. 또한 광학 장비를 포함한 무게 제한은 8.25 kg (18.15 파운드)이다.
.308 윈체스터는 대부분의 탄환 무게에서 총구 속도가 약간 낮아 (약 30 미터 매 초 (100 ft/s) 낮음) .30-06 스프링필드보다 장거리에서 약간 더 처진다. .300 윈체스터 매그넘과 같이 훨씬 높은 총구 속도를 가진 탄약은 장거리에서 훨씬 덜 처질 수 있지만, 반동이 훨씬 강하다.

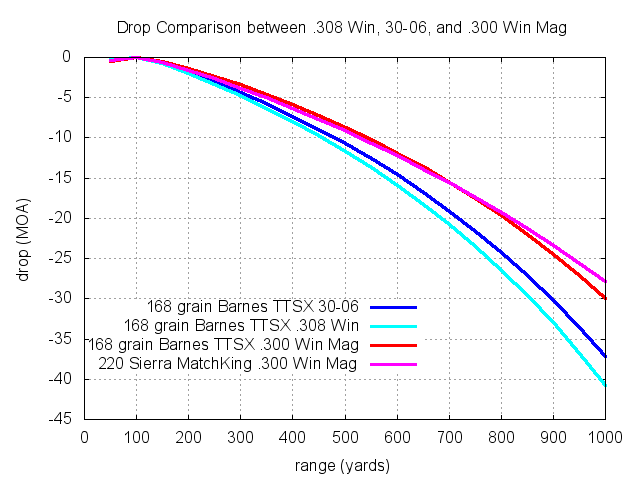
.308 윈체스터, .30-06 스프링필드, .300 윈체스터 매그넘 간의 탄도 비교
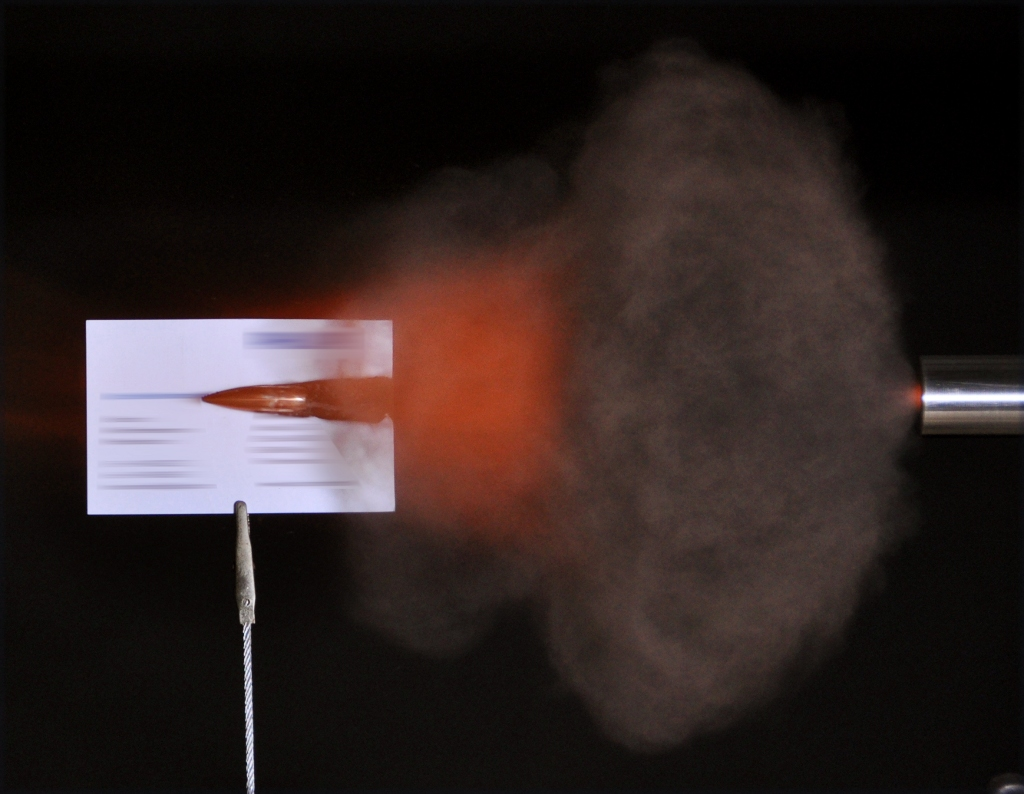
150 그레인 FMJ .308 윈체스터 탄환을 에어갭 플래시로 촬영한 초고속 사진

## 모탄피로서의 사용

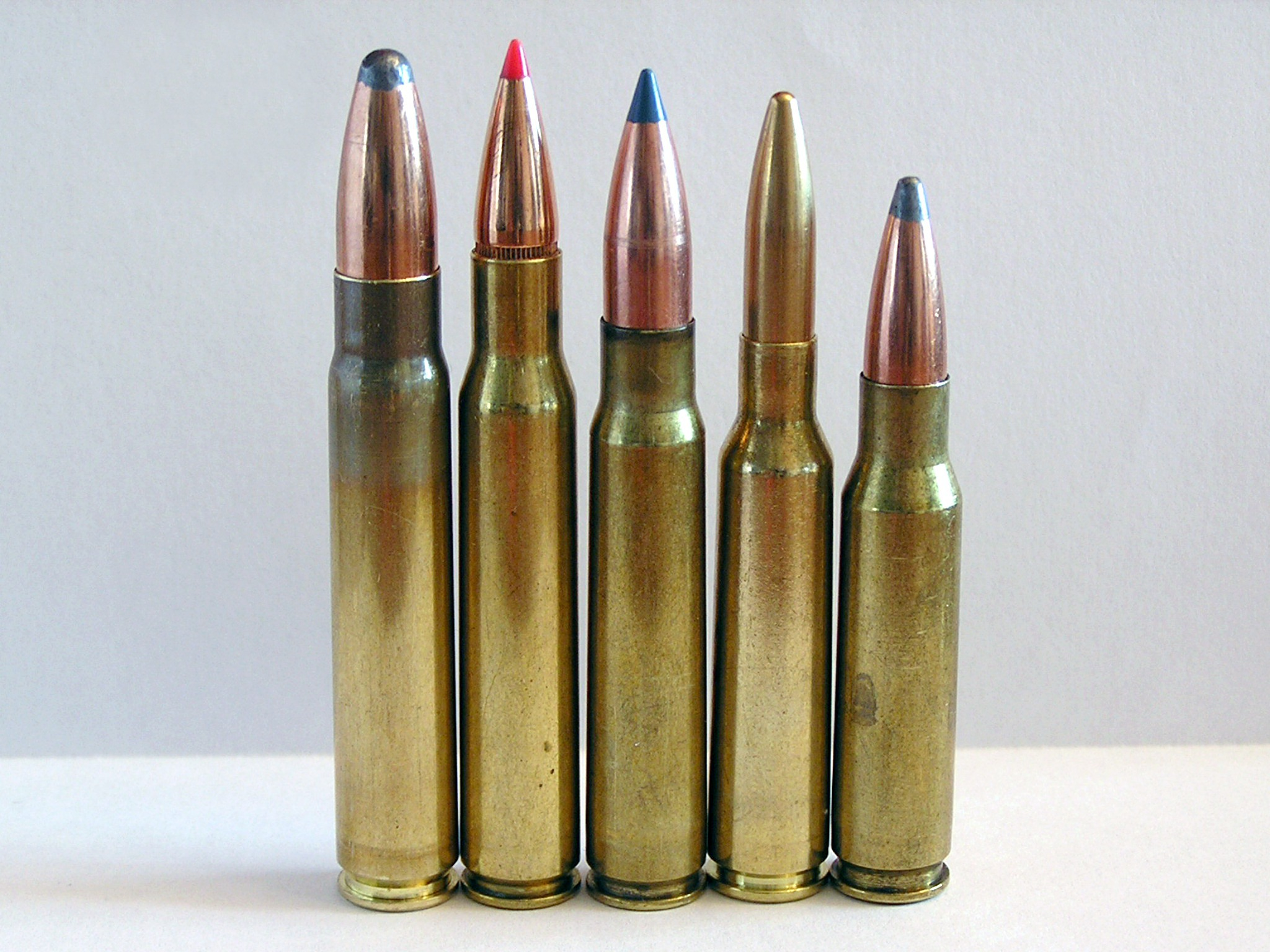
좌측부터 9.3×62mm, .30-06 스프링필드, 7.92×57mm 마우저, 6.5×55mm 및 .308 윈체스터 탄약이 보인다. 7.62 × 51 mm NATO (사진 미포함)는 .308 윈체스터와 외관이 비슷하다.

.308 윈체스터를 모탄피로 사용하여 여러 탄약이 개발되었으며, 일부는 특히 북미에서 사냥용으로 매우 인기를 얻었다. 여기에는 .243 윈체스터, .260 레밍턴 (6.5-08 A-스퀘어), 7 mm-08 레밍턴, .338 페더럴, .358 윈체스터 (8.8×51mm)가 있다. 1980년에는 윈체스터 모델 94 XTR 앵글 이젝트 소총에 사용하기 위해 .308 윈체스터를 기반으로 한 두 개의 림드 탄약인 .307 윈체스터와 .356 윈체스터가 도입되었다. 2014년에는 .308 윈체스터와 .460 S&W 매그넘을 결합하여 AR-10용 대구경 탄약인 림리스 45 랩터가 도입되었다.
.308 윈체스터 계열 (원의 크기는 반동에 비례)
- 게임 등급 대 .308 윈체스터 계열 일부 탄약의 6인치 최대 유효 사거리
- 일부 .308 윈체스터 계열 발사체의 단면 밀도 대 탄도 계수

- .243 윈체스터
- .260 레밍턴
- 7mm-08 레밍턴
- 7.62 × 51 mm NATO
- .307 윈체스터
- .338 페더럴
- .358 윈체스터

## 같이 보기
- .30 레밍턴 AR
- 7mm 구경
- 델타 L 문제
- 총기 목록
- 소총 탄약통 목록
- 단면 밀도
- 권총 및 소총 탄약통표
- 루거 아메리칸 라이플
- SIG 자우어 크로스